# Porta Genova (Milano)
Porta Genova è un quartiere   di Milano a sud-ovest del Duomo, appartenente al Municipio 6 e al NIL n. 50 "Porta Genova". 
Il quartiere prende il nome dall'omonima porta realizzata attorno al 1870 nel tracciato delle mura spagnole, nell'attuale piazzale Cantore dove ancora oggi sono presenti i caselli daziari ottocenteschi.

## Descrizione
Parte della più ampia zona dei Navigli, il quartiere di Porta Genova è idealmente delimitato dal quadrilatero formato da via Solari, via Bergognone, il Naviglio Grande e la Darsena, con centro costitutivo in piazzale Stazione Genova.
Particolare è il ponte pedonale di sovrappasso dei binari, in ferro riverniciato di verde, conosciuto come la Scaletta. Collegava il piazzale della stazione con via Tortona e funzionava da cintura di unione delle due metà del quartiere, separate dai binari della stazione, fino alla sua chiusura nel 2016 per problemi strutturali. Noto anche come Ponte verde o Ponte degli artisti, compare in una celebre scena del film Ratataplan di Maurizio Nichetti del 1979. Caratteristico è il Vicolo dei Lavandai, dove si sono conservate le pietre adoperate in passato dalle lavandaie della zona per la lavatura dei panni, rigorosamente a pagamento, in un canaletto che attingeva acqua dal naviglio. Le donne giravano per le case del quartiere raccogliendo e riportando la biancheria da lavare, ciascuna lavandaia aveva la propria pietra da lavaggio su cui strofinava il panno bagnato.
La zona dei Navigli, e con essa Porta Genova, è notevolmente mutata negli ultimi decenni. I vecchi opifici e laboratori sono stati progressivamente sostituiti da attività commerciali, perlopiù negozi di moda, locali notturni e musei.
Il quartiere è servito dalla Linea M2, con la fermata Porta Genova, ubicata nel piazzale antistante la stazione ferroviaria, alla quale afferisce la Milano-Mortara, con treni regionali anche per Alessandria.

## Galleria d'immagini

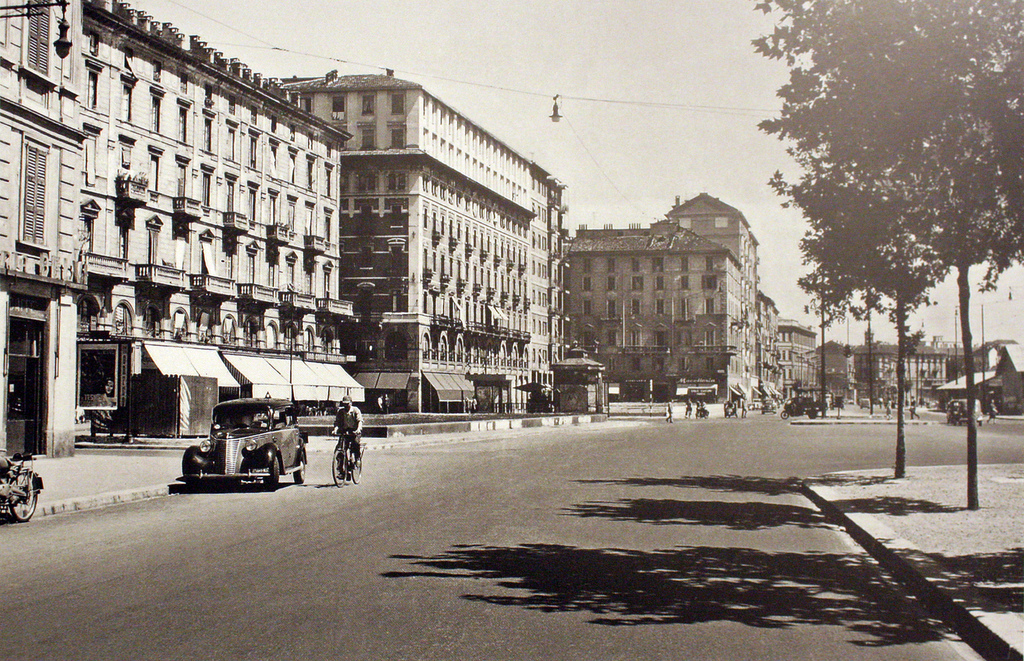
Piazzale Cantore negli anni Cinquanta
Vicolo dei Lavandai
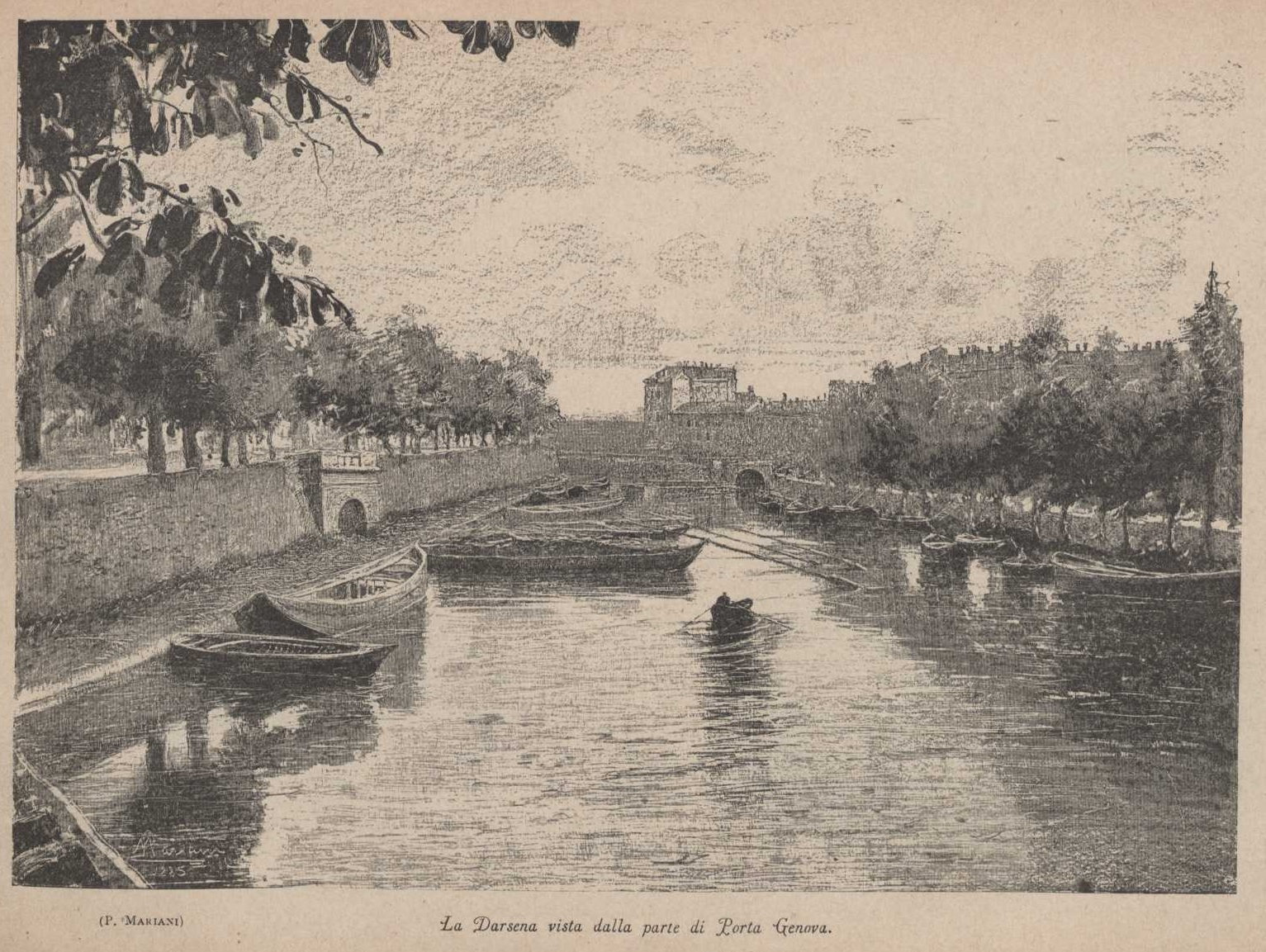
La Darsena vista da Porta Genova nel XIX secolo